# Masiela Lusha
Masiela Lusha (Tirana, Albanija, 23. listopada  1985.) američka glumica albanskog podrijetla, glumica, spisateljica, dječja spisateljica, pjesnikinja i producentica. Piše pjesme na albanskom, engleskom i njemačkom. Prevela je na engleski nekoliko pjesama i molitava Majke Tereze.
Djetinjstvo je provela u Tirani, a nakon socijalnih nemira nakon smrti Envera Hoxhe, s obitelji je napustila Albaniju.
Prvo je odselila u Mađarsku, u Budimpeštu, a poslije u Austriju, u Beču. Ondje je učila plesati balet. Majku je smatrala svojom najboljom prijateljicom.
Kad su ju jednom poslije pitali o albanskoj kulturi koju je ostavila za sobom, opisala je mekoću albanskog naroda i kako je svjedočila primjerima njihove gostoljubivosti. Naglasila je da njihova krv teče njenim žilama te je ponosna sebe zvati Albankom

## Serije u kojima je nastupala
- 2001.: Lizzie McGuire, Model
- 2002.: George Lopez, Carmen Lopez (101 episodes)
- 2003.: Clifford's Puppy Days, Nina (46 episodes)
- 2006.: Law and Order: Criminal Intent, Mira
- 2009.: Lopez Tonight

## Filmovi u kojima je nastupala
- 2000.: Father's Love, Lisa
- 2001.: Summoning, Grace
- 2004.: Cherry Bomb, Kim
- 2005.: Unscripted
- 2007.: Time of the Comet, Agnes
- 2008.: Blood: The Last Vampire, Sharon
- 2009.: Ballad of Broken Angels: Harmony, Harmony
- 2010.: Kill Katie Malone, Ginger
- 2010.: Of Silence, Annabelle
- 2010.: Signed in Blood, Nina
- 2011.: Under the Boardwalk: The Monopoly Story
- 2011.: Tough Business, Grace
- 2011.: Science of Cool, Nancy

## Djela
- Inner Thoughts, zbirka pjesama (1999.)
- Drinking the Moon, zbirka pjesama (2005.)
- The Besa, roman (2008.)
- Amore Celeste, zbirka pjesama (2009.)
- Boopity Boop! Writes Her First Poem, knjiga za djecu (2010.)
- Boopity Boop! Goes To Hawaii, knjiga za djecu (2010.)
- The Call, zbirka pjesama (2010.)

## Vanjske poveznice
- Masiela Lusha u internetskoj bazi filmova IMDb-u (engl.)